# هنريك غوستافسون
هنريك غوستافسون هو متسابق دراجات نارية سويدي، ولد في 14 أغسطس 1970 في Sköllersta ‏ في السويد.